# Recques-sur-Hem
Pour les articles homonymes, voir Recques et Hem.
Ne doit pas être confondu avec Recques-sur-Course.
Recques-sur-Hem est une commune française située dans le département du Pas-de-Calais en région Hauts-de-France. Ses habitants sont appelés les Recquois. La commune est membre de la communauté de communes de la Région d'Audruicq.
La commune fait partie du parc naturel régional des Caps et Marais d'Opale.

## Géographie

### Localisation
Localisée dans le nord-est du département du Pas-de-Calais, Recques-sur-Hem est une commune rurale drainée par le Tiret et située, à vol d'oiseau, à 5 km au sud de la commune d’Audruicq et à 21 km au sud-est de la commune de Calais (aire d'attraction et chef-lieu d'arrondissement).
Le territoire de la commune est limitrophe de ceux de cinq communes.
Les communes limitrophes sont Polincove, Muncq-Nieurlet, Nordausques, Zouafques et Zutkerque.

### Géologie et relief
Les pentes douces du relief, dont l'altitude varie de 3 à 46 mètres, sont les dernières pentes de l'Artois, au nord, avant les Flandres.

### Hydrographie

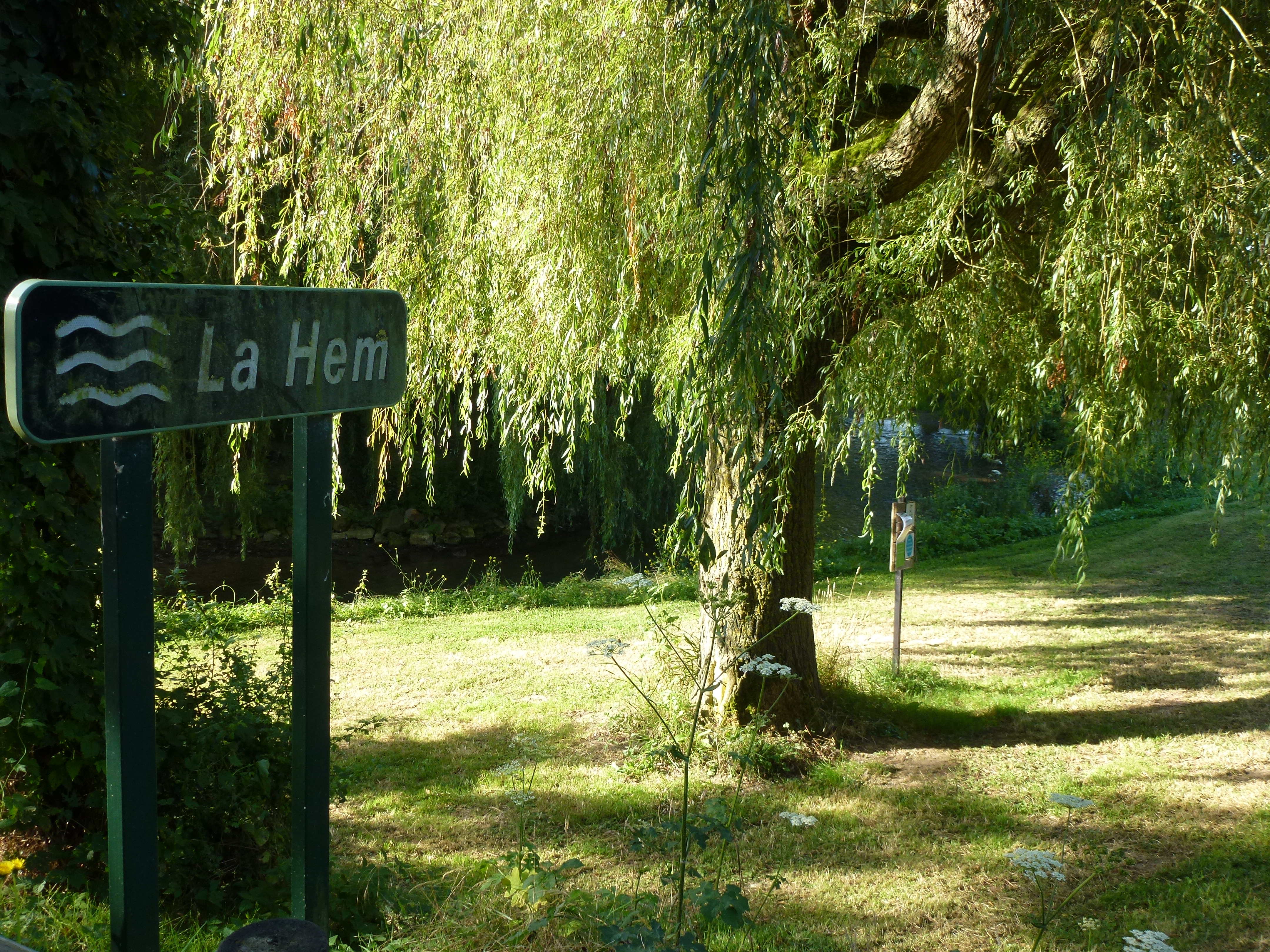
La Hem à Recques-sur-Hem.

La commune, située dans le bassin Artois-Picardie, est drainée par huit cours d'eau :
- le Tiret, appelé aussi ruisseau la Hem ou rivière la Hem, d'une longueur de 27,92 km, qui prend sa source dans la commune d'Escœuilles et rejoint l'Aa dans la commune de Sainte-Marie-Kerque[4] ;

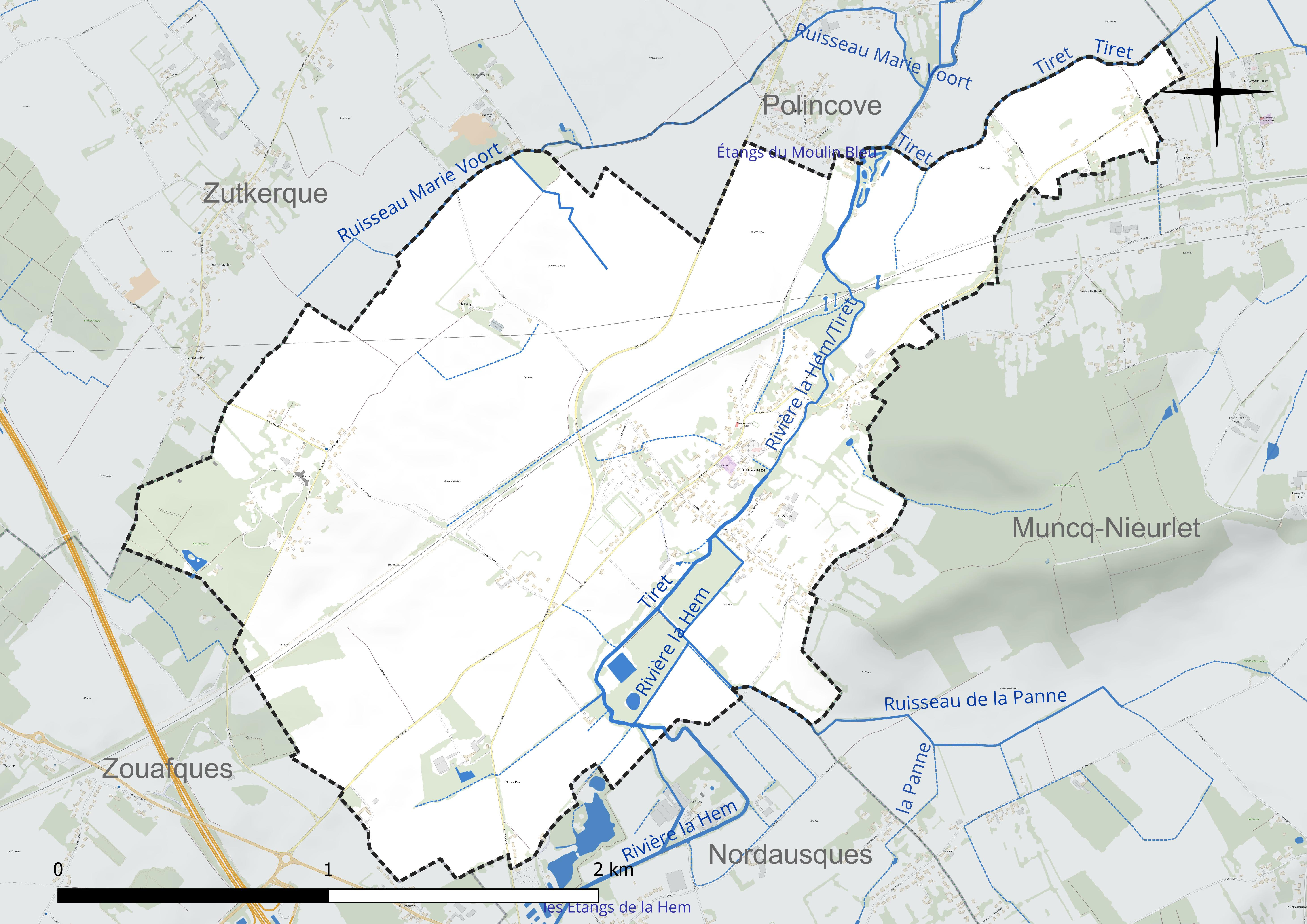
Réseau hydrographique de Recques-sur-Hem.

- le Tiret, d'une longueur de 9,54 km qui prend sa source dans la commune de Polincove et se jette dans l'Aa canalisée au niveau de la commune de Holque[5] ;
- le ruisseau Marie Voort, canal, chenal d'une longueur de 3,32 km qui prend sa source dans la commune de Zutkerque et se jette dans le Tiret au niveau de la commune de Polincove[6] ;
- le ruisseau de la Panne, d'une longueur de 2,85 km qui prend sa source dans la commune de Muncq-Nieurlet et se jette dans la rivière la Hem au niveau de la commune[7] ;
- un cours d'eau au toponyme hydrographique inconnu, canal, chenal d'une longueur de 1,35 km qui prend sa source dans la commune de Nordausques et se jette dans la rivière la Hem au niveau de la commune[8] ;
- la rivière la Hem, d'une longueur de 0,86 km qui prend sa source dans la commune et se jette dans le Tiret au niveau de la commune[9] ;
- la rivière la Hem, d'une longueur de 0,53 km qui prend sa source dans la commune de Nordausques et se jette dans la rivière la Hem au niveau de la commune[10] ;
- la rivière la Hem, d'une longueur de 0,21 km qui prend sa source dans la commune et se jette dans le Tiret au niveau de la commune[11].

### Climat
Pour des articles plus généraux, voir Climat des Hauts-de-France et Climat du Nord-Pas-de-Calais.
En 2010, le climat de la commune est de type climat océanique franc, selon une étude du CNRS s'appuyant sur une série de données couvrant la période 1971-2000. En 2020, Météo-France publie une typologie des climats de la France métropolitaine dans laquelle la commune est exposée à un climat océanique et est dans la région climatique Côtes de la Manche orientale, caractérisée par un faible ensoleillement (1 550 h/an) ; forte humidité de l’air (plus de 20 h/jour avec humidité relative > 80 % en hiver), vents forts fréquents.
Pour la période 1971-2000, la température annuelle moyenne est de 10,5 °C, avec une amplitude thermique annuelle de 13,6 °C. Le cumul annuel moyen de précipitations est de 846 mm, avec 12,6 jours de précipitations en janvier et 7,9 jours en juillet. Pour la période 1991-2020, la température moyenne annuelle observée sur la station météorologique la plus proche, située sur la commune de Watten à 9 km à vol d'oiseau, est de 11,3 °C et le cumul annuel moyen de précipitations est de 822,8 mm,. Pour l'avenir, les paramètres climatiques de la commune estimés pour 2050 selon différents scénarios d'émission de gaz à effet de serre sont consultables sur un site dédié publié par Météo-France en novembre 2022.

### Paysages
Pour un article plus général, voir Paysage en France.
La commune s'inscrit dans les « paysages des coteaux calaisiens et du pays de Licques » tels qu'ils sont définis dans l'atlas de paysages de la région Nord-Pas-de-Calais, conçu par la direction régionale de l'Environnement, de l'Aménagement et du Logement (DREAL),.
Ces « paysages des coteaux calaisiens et du pays de Licques » concernent 56 communes du Pas-de-Calais. Ces paysages s'étendent sur environ 30 km de long (est-ouest) et 15 km de large (nord-sud) et présentent deux sous-ensembles : les coteaux calaisiens au nord et le pays de Licques au sud. Les altitudes de ces paysages varient de 206 m dans le Pays de Licques, à 120 m dans l’ouest des coteaux Calaisiens, près de Guînes, et à 10 m dans l'est, près d'Audruicq.
Ces paysages recouvrent trois entités écopaysagères : les collines guînoises qui constituent le rebord septentrional de l'Artois, l'entité de Bredenarde qui appartient à la plaine maritime flamande, et la cuvette de Licques. Ils sont constitués de 59,70 % de cultures, de 17,30 % de forêts, de 15,11 % de prairies naturelles, permanentes, de 7,45 % d'espaces artificialisés, avec les quatre principales communes que sont Audruicq, Ardres, Guînes et Licques, de 0,27 % d'industries, et de 0,18 % de cours d'eau et plan d'eau.
Les éléments structurants de ces paysages sont la LGV Nord et l'A26, la rivière la Hem qui coule du sud vers le nord-est, les escarpements sur les coteaux du Calaisis et autour du pays de Licques et, d'ouest en est, les différents boisements comme la forêt de Guînes, le bois de l'Abbaye, la forêt de Tournehem et une partie de la forêt d'Éperlecques.

### Milieux naturels et biodiversité

#### Espace protégé et géré
La protection réglementaire est le mode d’intervention le plus fort pour préserver des espaces naturels remarquables et leur biodiversité associée.
Dans ce cadre, la commune fait partie d'un espace protégé : le parc naturel régional des Caps et Marais d'Opale, d’une superficie de 132 499 ha réparties sur 154 communes, géré par le syndicat mixte d'aménagement et de gestion du parc naturel régional des Caps et Marais d'Opale.

#### Zones naturelles d'intérêt écologique, faunistique et floristique
L’inventaire des zones naturelles d'intérêt écologique, faunistique et floristique (ZNIEFF) a pour objectif de réaliser une couverture des zones les plus intéressantes sur le plan écologique, essentiellement dans la perspective d’améliorer la connaissance du patrimoine naturel national et de fournir aux différents décideurs un outil d’aide à la prise en compte de l’environnement dans l’aménagement du territoire.
Le territoire communal comprend une ZNIEFF de type 1 : la forêt d'Éperlecques et ses lisières, d’une superficie de 2 440 ha et d'une altitude variant de 12  à   94 m. Cette ZNIEFF souligne les premières ondulations des collines crayeuses de l’Artois. La forêt d’Eperlecques et les bois environnant occupent ces collines.
et une ZNIEFF de type 2 : le complexe écologique du marais Audomarois et de ses versants, d’une superficie de 12 177 ha et d'une altitude variant de 2  à   94 m. Cette ZNIEFF est un élément de la dépression préartésienne, drainé par l’Aa, le marais Audomarois est un golfe de basses terres bordé à l’Ouest par la retombée crayeuse de l’Artois et à l’Est par les collines argileuses de la Flandre intérieure.

Carte des ZNIEFF de type 1 et 2 sur la commune
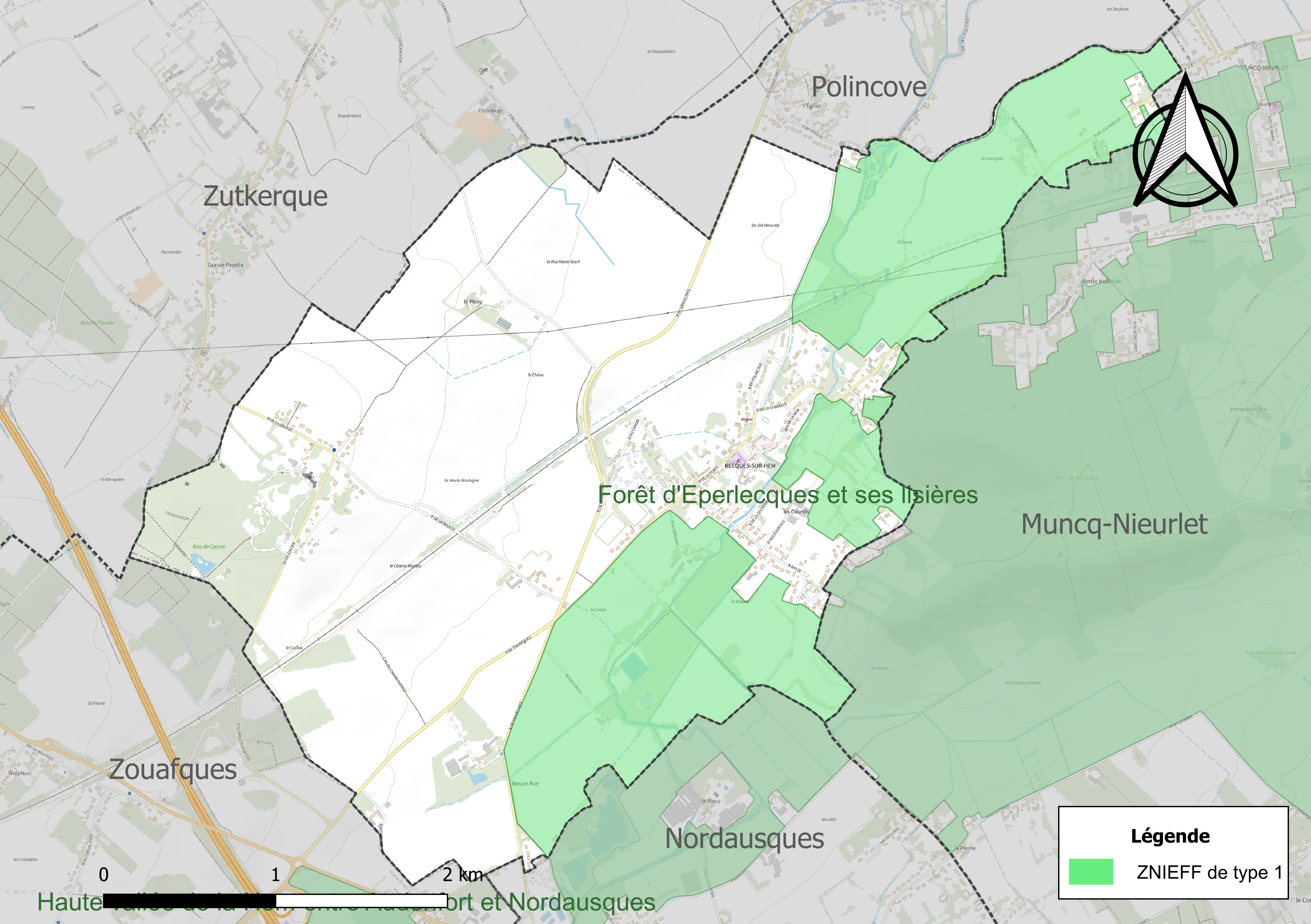
Carte de la ZNIEFF de type 1 sur la commune.
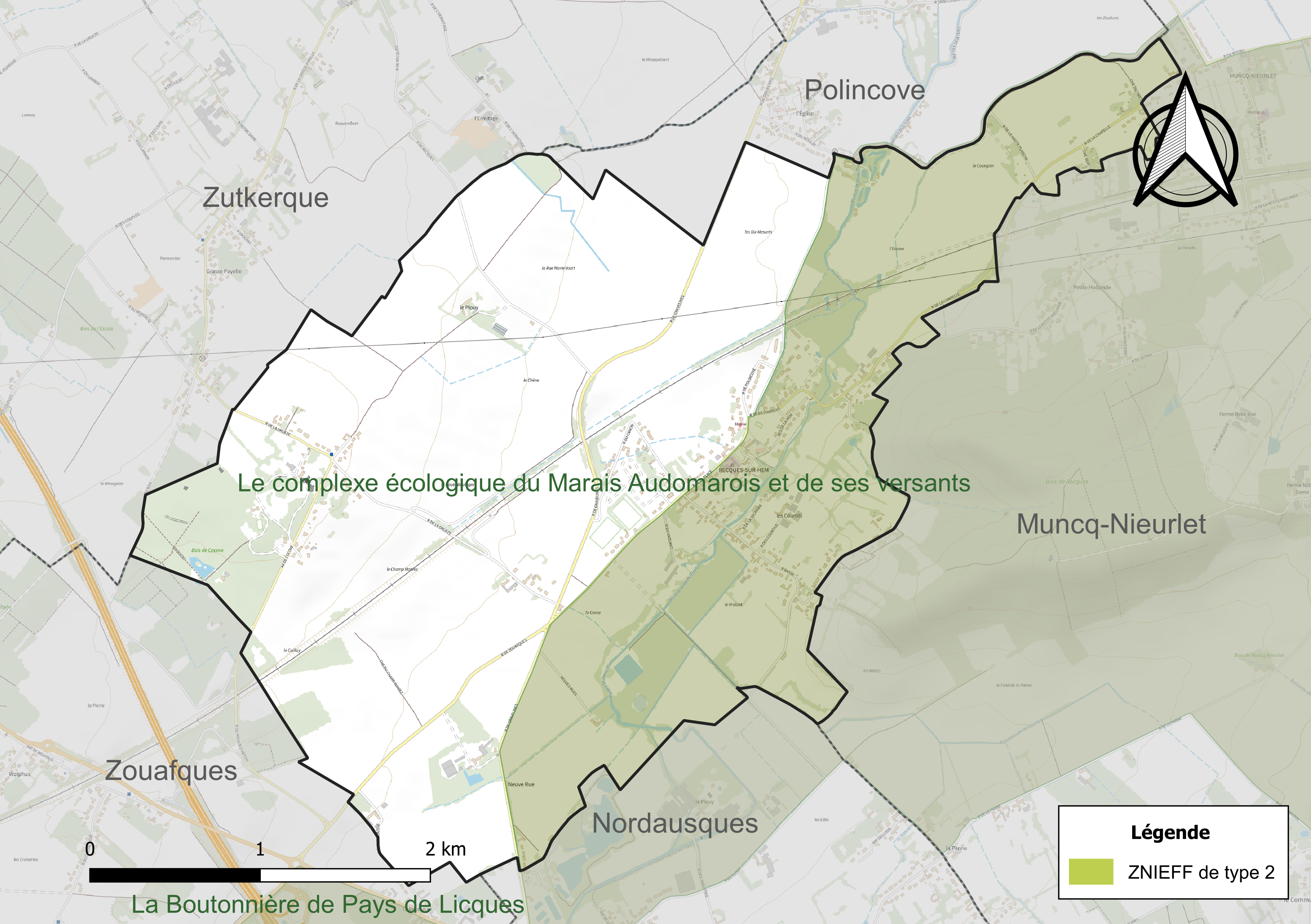
Carte de la ZNIEFF de type 2 sur la commune.

#### Espèces faunistiques et floristiques
L’Inventaire national du patrimoine naturel (INPN) recense plusieurs espèces faunistiques et floristiques sur le territoire de la commune dont certaines sont protégées et d’autres menacées et quasi-menacées.

## Urbanisme

### Typologie
Au 1er janvier 2024, Recques-sur-Hem est catégorisée commune rurale à habitat dispersé, selon la nouvelle grille communale de densité à sept niveaux définie par l'Insee en 2022.
Elle est située hors unité urbaine. Par ailleurs la commune fait partie de l'aire d'attraction de Calais, dont elle est une commune de la couronne,. Cette aire, qui regroupe 45 communes, est catégorisée dans les aires de 50 000 à moins de 200 000 habitants,.

### Occupation des sols
L'occupation des sols de la commune, telle qu'elle ressort de la base de données européenne d’occupation biophysique des sols Corine Land Cover (CLC), est marquée par l'importance des territoires agricoles (85,8 % en 2018), en diminution par rapport à 1990 (95,4 %). La répartition détaillée en 2018 est la suivante : 
terres arables (80,1 %), zones urbanisées (9,6 %), forêts (4,6 %), prairies (4,4 %), zones agricoles hétérogènes (1,3 %). L'évolution de l’occupation des sols de la commune et de ses infrastructures peut être observée sur les différentes représentations cartographiques du territoire : la carte de Cassini (XVIIIe siècle), la carte d'état-major (1820-1866) et les cartes ou photos aériennes de l'IGN pour la période actuelle (1950 à aujourd'hui).

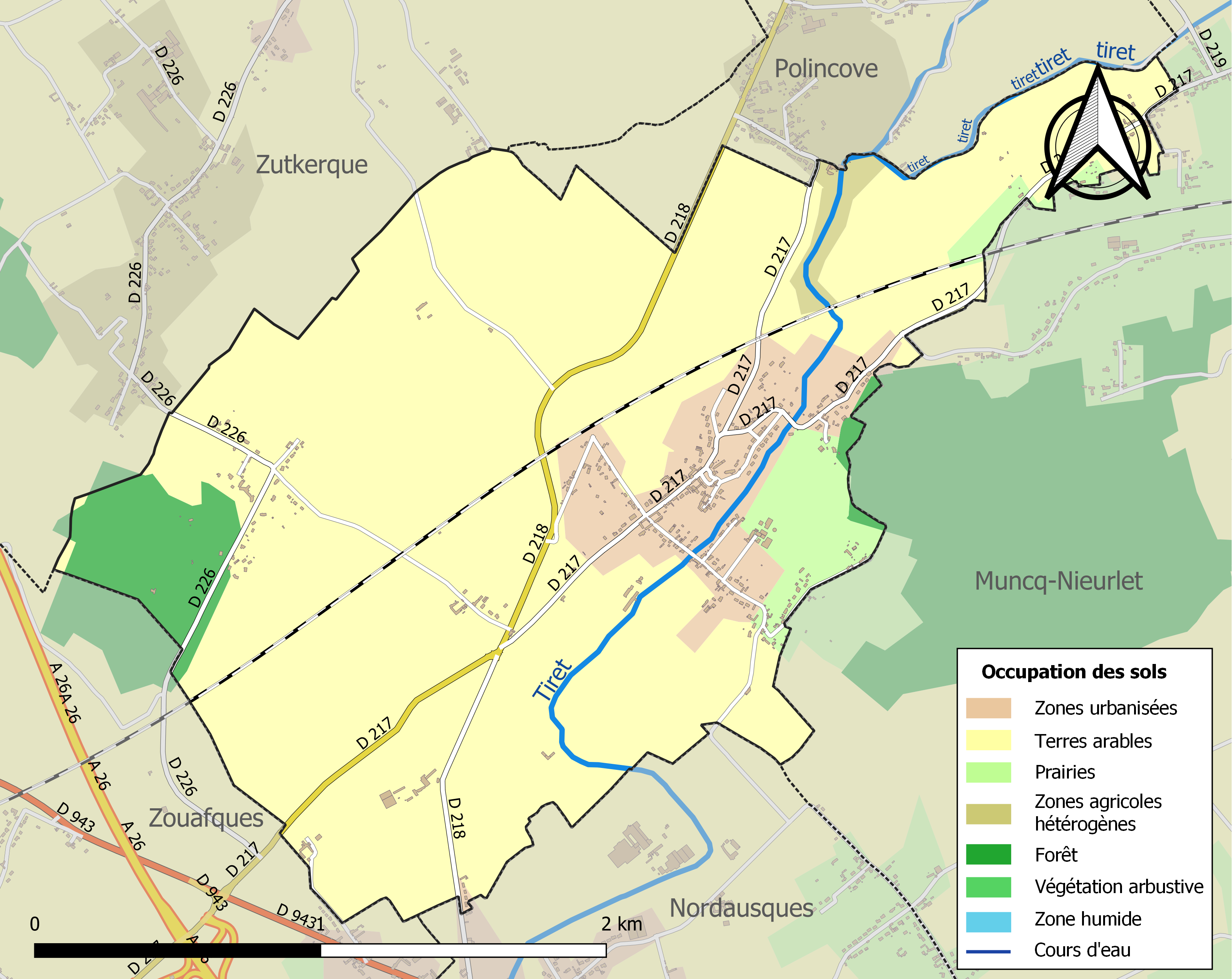
Carte des infrastructures et de l'occupation des sols de la commune en 2018 (CLC).

### Voies de communication et transports
Le territoire de la commune, petit en surface (5,41 km2), est coupé du nord-est au sud-ouest par la ligne TGV de l'Eurostar, reliant Londres via la gare de Calais - Fréthun et Lille. La gare TER la plus proche est celle d’Audruicq, à 6,6 km. L’autoroute A26 est à 2,5 km.

### Risques naturels et technologiques

#### Risque inondation
À la suite du passage des tempêtes Ciarán, Domingos et Elisa et des inondations et coulées de boue qui se sont produites, la commune est reconnue, par arrêté du 14 novembre 2023, en état de catastrophe naturelle pour inondations et coulées de boue sur la période du 2 au 12 novembre 2023, comme 179 autres communes du département.

## Toponymie
Le nom de la localité est attesté sous les formes Reka en 857 ; Recca en 877 ; Reclca (lire Recca) en 1084 ; Reche en 1145 ; Recha en 1174 ; Rec en 1271 ; Rech en 1300 ; Rek en 1322 ; Reck en 1333 ; Recque en 1793 ; Recques en 1801 et Recques-sur-Hem depuis 1919.
Le nom Reka de 857 pourrait concerner Recques-sur Course. Selon la même étude, un ancien nom pour une branche de la rivière Hem est Le Recque, vers 1148 mentionné ainsi : Aqua que appellatur Reche.
Son nom est issu du flamand rak, reke « ligne, partie droite d'une rivière », renvoyant ici à la section rectiligne de la Hem (ou le Tiret) qui traverse la commune
Il y a deux Recques en Pas-de-Calais, Recques-sur-Course et Recques-sur-Hem. En 1919, afin d'éviter la confusion avec Recques-sur-Course, la commune change le nom en Recques-sur-Hem.
La Hem est une rivière française du département du Pas-de-Calais, dans la région des Hauts-de-France, et un affluent du fleuve côtier l'Aa.

## Histoire
Le Champ Maniez à Recques-sur-Hem est un site du premier âge du Fer.
Recques existait avant le IXe siècle. C'était en 987 une des douze pairies de Guînes. Hugues de Recques, vicomte en 1145, est en 1160 un des principaux seigneurs du comté de Guînes. Il assiste dans ces années là à la passation de chartes par le comte de Guînes Arnould Ier de Guînes en faveur d'abbayes. Il fait lui-même des donations à l'abbaye de Clairmarais vers 1174.

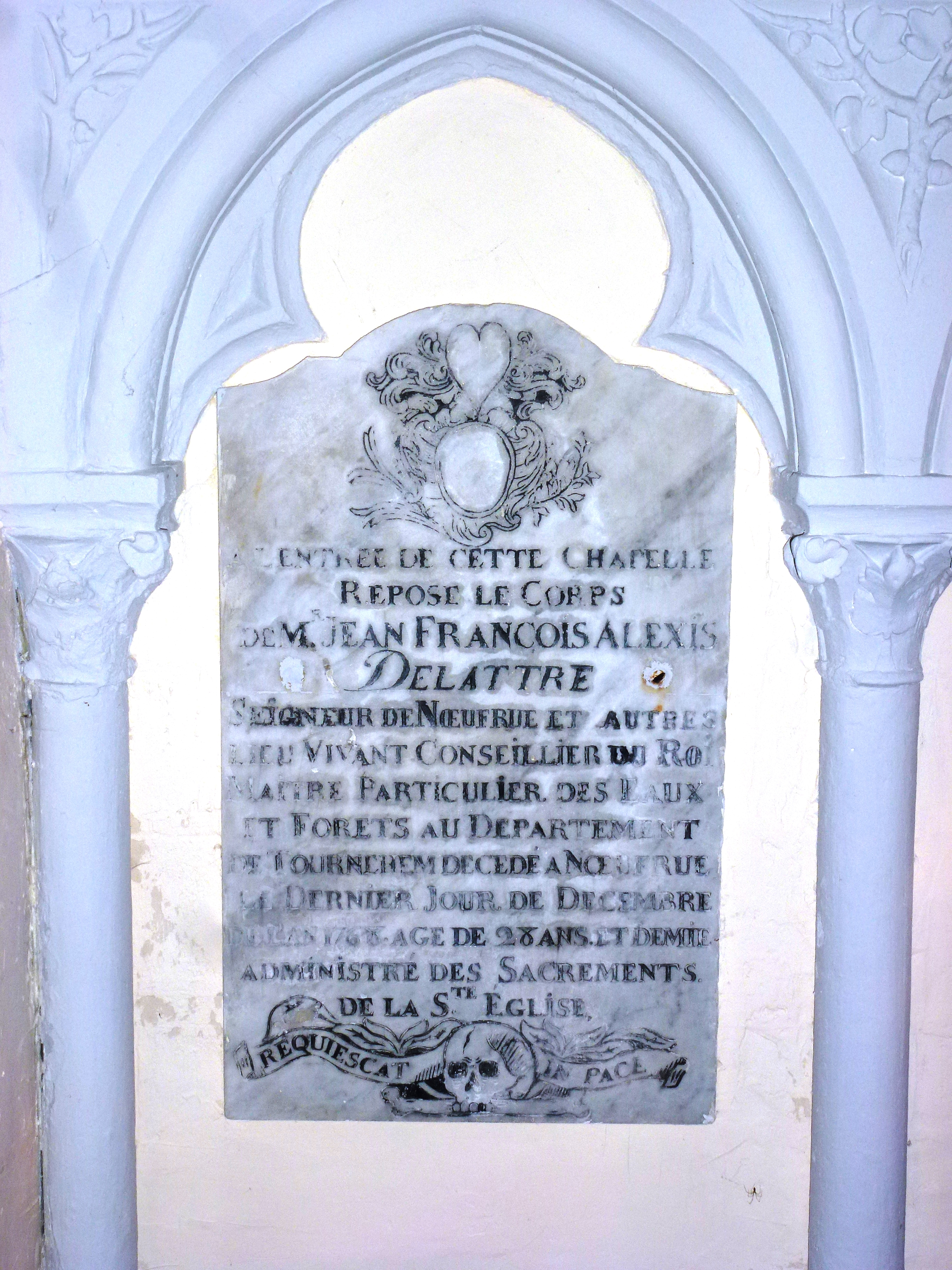
Dalle funéraire de Jacques Delattre, seigneur de Nœufrue, dans l'église Saint-Wandrille.

Recques a possédé trois châteaux : le château de Cocove est mentionné dès 1084 (Cukehova), Vrolant dès 1262 et Neufrue (Le Neuve Rue) dès 1473,.
Cuchove étant un fief du château de Tournehem, la cour féodale pour Recques était au château de Vrolant. Pendant la guerre de Cent Ans, ce château, selon les Chroniques de Froissart « une forte maison séant sur la rivière, que l'on dit Frolant », est pris en 1380 par les troupes anglaises.
Le troisième château, Le Neuve Rue, fondé ver 1473, tombait sous Vrolant et appartenait à la famille Delattre. Des trois châteaux médiévaux il ne reste pas grand-chose. Le château actuel de Cocove est une construction du XVIIe siècle. Le château de Vrolant fut détruit en 1595. Les descendants Delattre ont au XIXe siècle intégré le domaine de Neuve Rue dans la distillerie-sucrerie Delattre.
Vrolant a toujours dépendu de la paroisse de Recques. Recques était déjà au IXe siècle titulaire d'un autel, puis une église fut construite en 1361. En 1637, pendant la guerre de Trente Ans, les troupes françaises prenaient revanche sur les troupes espagnoles, en ravageant plusieurs villages autour d'Audruicq. À Recques, plusieurs maisons et l'église furent détruites. Peu après, l'actuelle église Saint-Wandrille fut construite sur l'emplacement de l'église détruite. La voûte date de 1661. Elle est l'une des plus vieilles églises de la communauté de communes de la Région d'Audruicq CCRA.
- Jacques Nicolas de Bonte, bourgmestre de Dunkerque en 1764 puis de 1767 à 1770, seigneur de Recques, Cocove, etc.dont la fille Marie Laurence a épousé le chevalier de Kerguelen, découvreur des îles portant son nom, dont la baie de Recques rappelle la commune de Recques depuis 1774[40],[41].
- Marie-Cécile-Charlotte de Laurétan (1747-1823), dite baronne de Draëck ou La dame aux loups, originaire de Zutkerque habitait parfois Recques.

Par arrêté préfectoral du 20 décembre 2016, la commune est détachée le 1er janvier 2017 de l'arrondissement de Saint-Omer pour intégrer l'arrondissement de Calais.

## Politique et administration

### Découpage territorial
La commune se trouve dans l'arrondissement de Calais du département du Pas-de-Calais.

#### Commune et intercommunalités
La commune est membre de la communauté de communes de la Région d'Audruicq.

#### Circonscriptions administratives
La commune est rattachée au canton de Marck.

#### Circonscriptions électorales
Pour l'élection des députés, la commune fait partie de la sixième circonscription du Pas-de-Calais.

### Élections municipales et communautaires

#### Liste des maires
| Période                                  | Période                    | Identité        | Étiquette | Qualité                                                                      |
| ---------------------------------------- | -------------------------- | --------------- | --------- | ---------------------------------------------------------------------------- |
| Les données manquantes sont à compléter. |                            |                 |           |                                                                              |
| mars 2001                                | 2014                       | Christian Pette |           | Enseignant retraité Chevalier des Palmes académiques                         |
| 2014                                     | En cours (au 3 avril 2022) | Gérard Louguet  |           | Professeur de lettres et d’anglais retraité, Réélu pour le mandat 2020-2026, |

## Population et société

### Démographie
Les habitants sont appelés les Recquois

#### Évolution démographique
L'évolution du nombre d'habitants est connue à travers les recensements de la population effectués dans la commune depuis 1793. Pour les communes de moins de 10 000 habitants, une enquête de recensement portant sur toute la population est réalisée tous les cinq ans, les populations de référence des années intermédiaires étant quant à elles estimées par interpolation ou extrapolation. Pour la commune, le premier recensement exhaustif entrant dans le cadre du nouveau dispositif a été réalisé en 2008.

En 2022, la commune comptait 671 habitants, en évolution de +7,88 % par rapport à 2016 (Pas-de-Calais : −0,72 %, France hors Mayotte : +2,11 %).
| 1793 | 1800 | 1806 | 1821 | 1831 | 1836 | 1841 | 1846 | 1851 |
| ---- | ---- | ---- | ---- | ---- | ---- | ---- | ---- | ---- |
| 410  | 407  | 427  | 506  | 524  | 528  | 459  | 452  | 421  |

| 1856 | 1861 | 1866 | 1872 | 1876 | 1881 | 1886 | 1891 | 1896 |
| ---- | ---- | ---- | ---- | ---- | ---- | ---- | ---- | ---- |
| 445  | 450  | 416  | 375  | 342  | 358  | 368  | 381  | 420  |

| 1901 | 1906 | 1911 | 1921 | 1926 | 1931 | 1936 | 1946 | 1954 |
| ---- | ---- | ---- | ---- | ---- | ---- | ---- | ---- | ---- |
| 409  | 412  | 402  | 384  | 393  | 373  | 402  | 351  | 366  |

| 1962 | 1968 | 1975 | 1982 | 1990 | 1999 | 2006 | 2008 | 2013 |
| ---- | ---- | ---- | ---- | ---- | ---- | ---- | ---- | ---- |
| 380  | 359  | 325  | 355  | 409  | 504  | 584  | 607  | 614  |

| 2018 | 2022 | - | - | - | - | - | - | - |
| ---- | ---- | - | - | - | - | - | - | - |
| 640  | 671  | - | - | - | - | - | - | - |

#### Pyramide des âges
En 2018, le taux de personnes d'un âge inférieur à 30 ans s'élève à 38,9 %, soit au-dessus de la moyenne départementale (36,7 %). À l'inverse, le taux de personnes d'âge supérieur à 60 ans est de 21,1 % la même année, alors qu'il est de 24,9 % au niveau départemental.
En 2018, la commune comptait 329 hommes pour 311 femmes, soit un taux de 51,41 % d'hommes, largement supérieur au taux départemental (48,50 %).
Les pyramides des âges de la commune et du département s'établissent comme suit.
| Hommes | Classe d’âge | Femmes |
| ------ | ------------ | ------ |
| 0,3    | 90 ou +      | 1,0    |
| 5,5    | 75-89 ans    | 3,9    |
| 15,2   | 60-74 ans    | 16,4   |
| 20,7   | 45-59 ans    | 21,5   |
| 19,1   | 30-44 ans    | 18,6   |
| 19,1   | 15-29 ans    | 18,0   |
| 20,1   | 0-14 ans     | 20,6   |

| Hommes | Classe d’âge | Femmes |
| ------ | ------------ | ------ |
| 0,5    | 90 ou +      | 1,6    |
| 5,6    | 75-89 ans    | 8,9    |
| 16,7   | 60-74 ans    | 18,1   |
| 20,2   | 45-59 ans    | 19,2   |
| 18,9   | 30-44 ans    | 18,1   |
| 18,2   | 15-29 ans    | 16,2   |
| 19,9   | 0-14 ans     | 17,9   |

## Culture locale et patrimoine

### Lieux et monuments
- L'église Saint-Wandrille, (re)construite après les guerres de religion. La voûte date de 1661, la nef de 1688, le clocher est ajouté en 1881. Les vitraux, le maître-autel et les retables datent du XIXe siècle. L'église est décorée avec des statues et des bannières de procession.
- La chapelle Notre-Dame-des-Bois, lieu de pèlerinage annuel qui se déroule le 15 août.

Selon la légende, une statue en marbre de la Vierge à l'Enfant dans un tronc d'arbre était objet de culte depuis des siècles. Pour cette statue, une chapelle a été construite sur le territoire de la commune de Muncq-Nieurlet. La chapelle est détruite à la Révolution, mais la statue a été sauvée. En 1851, une nouvelle chapelle en béton a été construite, cette fois-ci sur le territoire de la commune de Recques. En 1862-1863, la chapelle est agrandie mais, bâtiment trop lourd, elle se défonce et doit être renforcée. La statue de marbre est gardée en un endroit secret. Dans la chapelle est exposée une statue remplaçante, sculptée en bois par un artiste local.
- Le monument aux morts, surmonté d'une croix latine, qui commémore la Première Guerre mondiale et la Seconde Guerre mondiale[56].
- Au cimetière, quelques tombes de guerre de la Commonwealth War Graves Commission.
- Le château de Cocove bâti au XVIIIe siècle.
- Un verger planté au cœur de la commune.

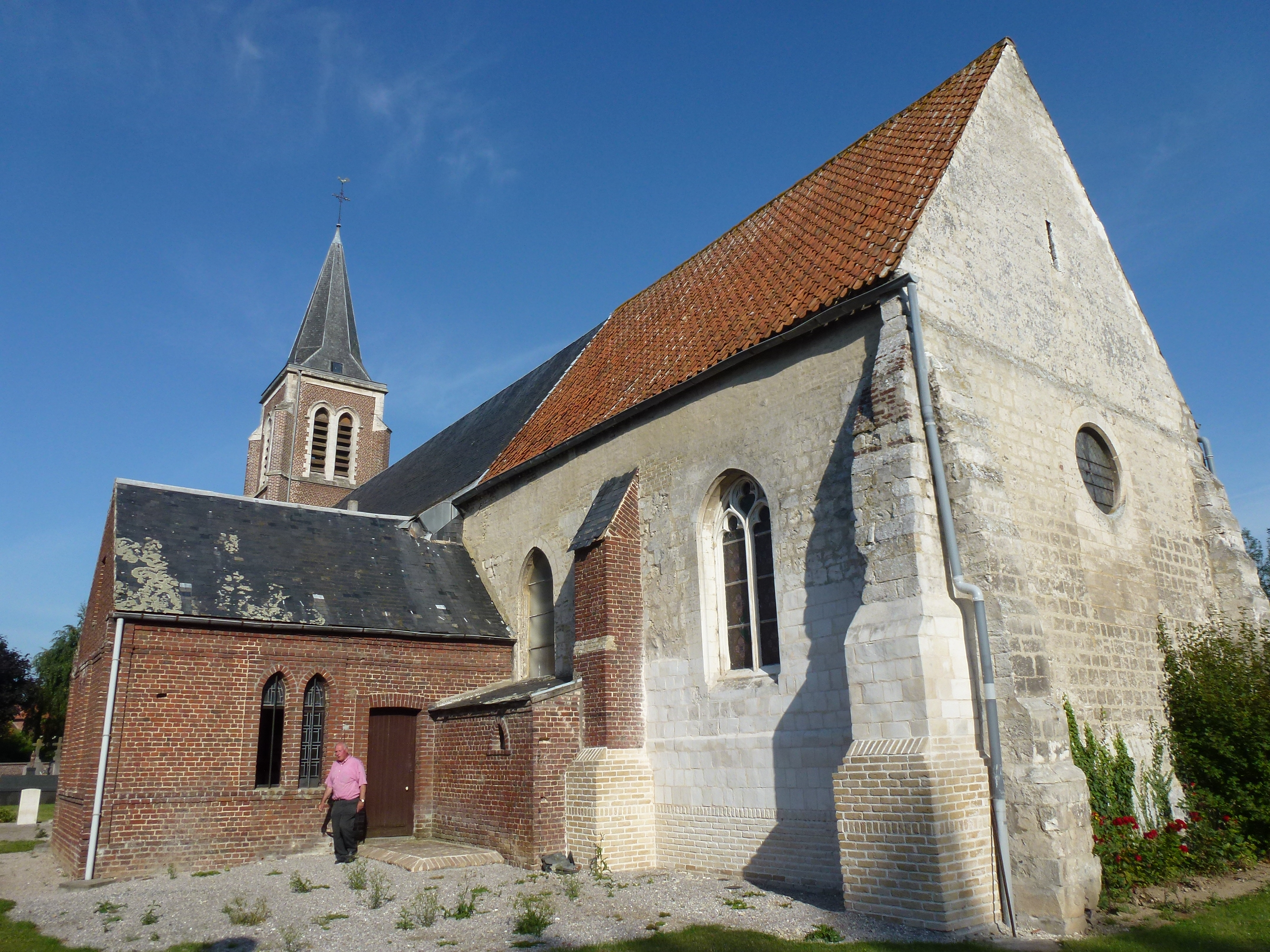
L'église Saint-Wandrille.
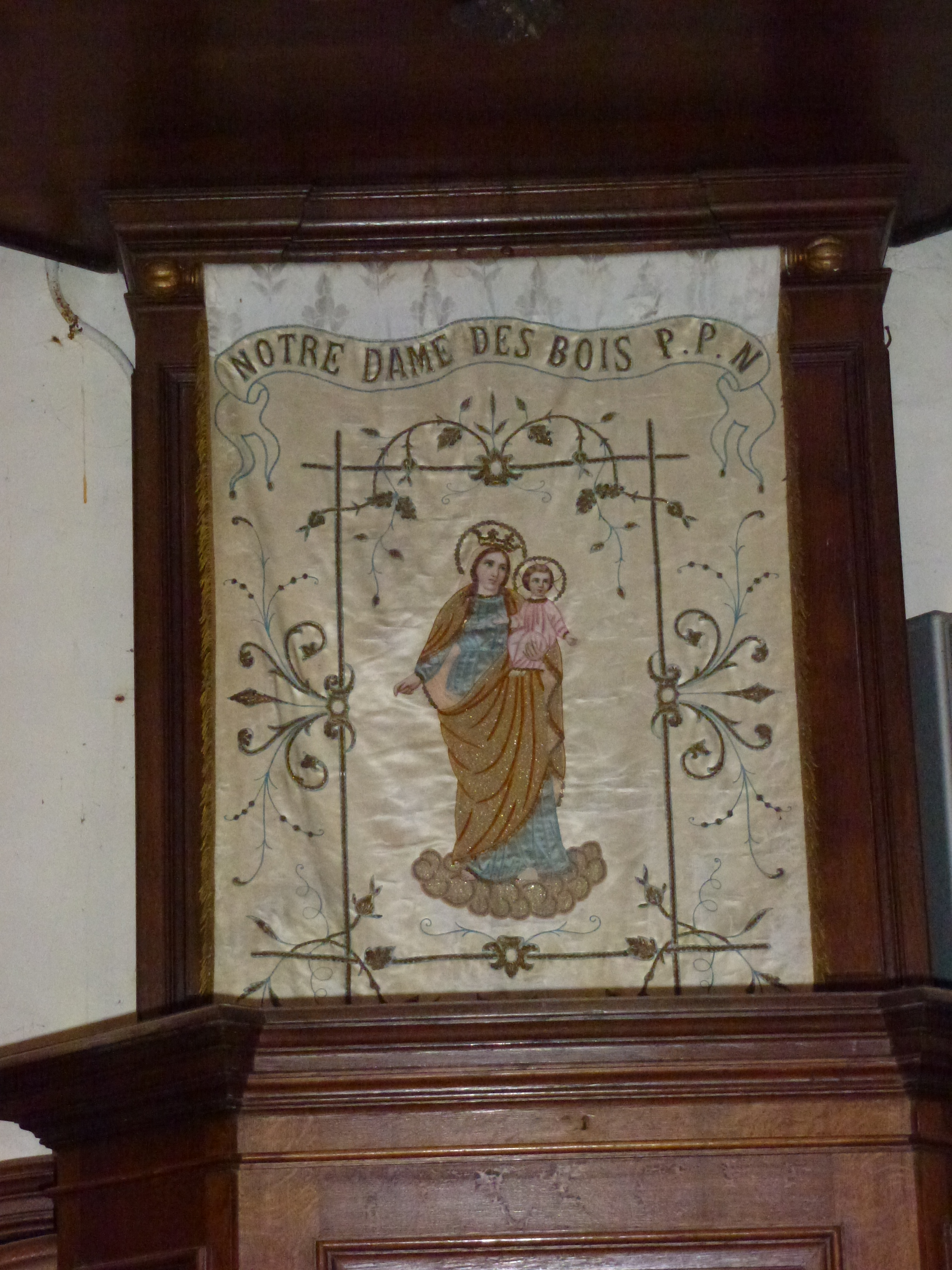
L'église Saint-Wandrille, bannière de procession de Notre-Dame-des-Bois.
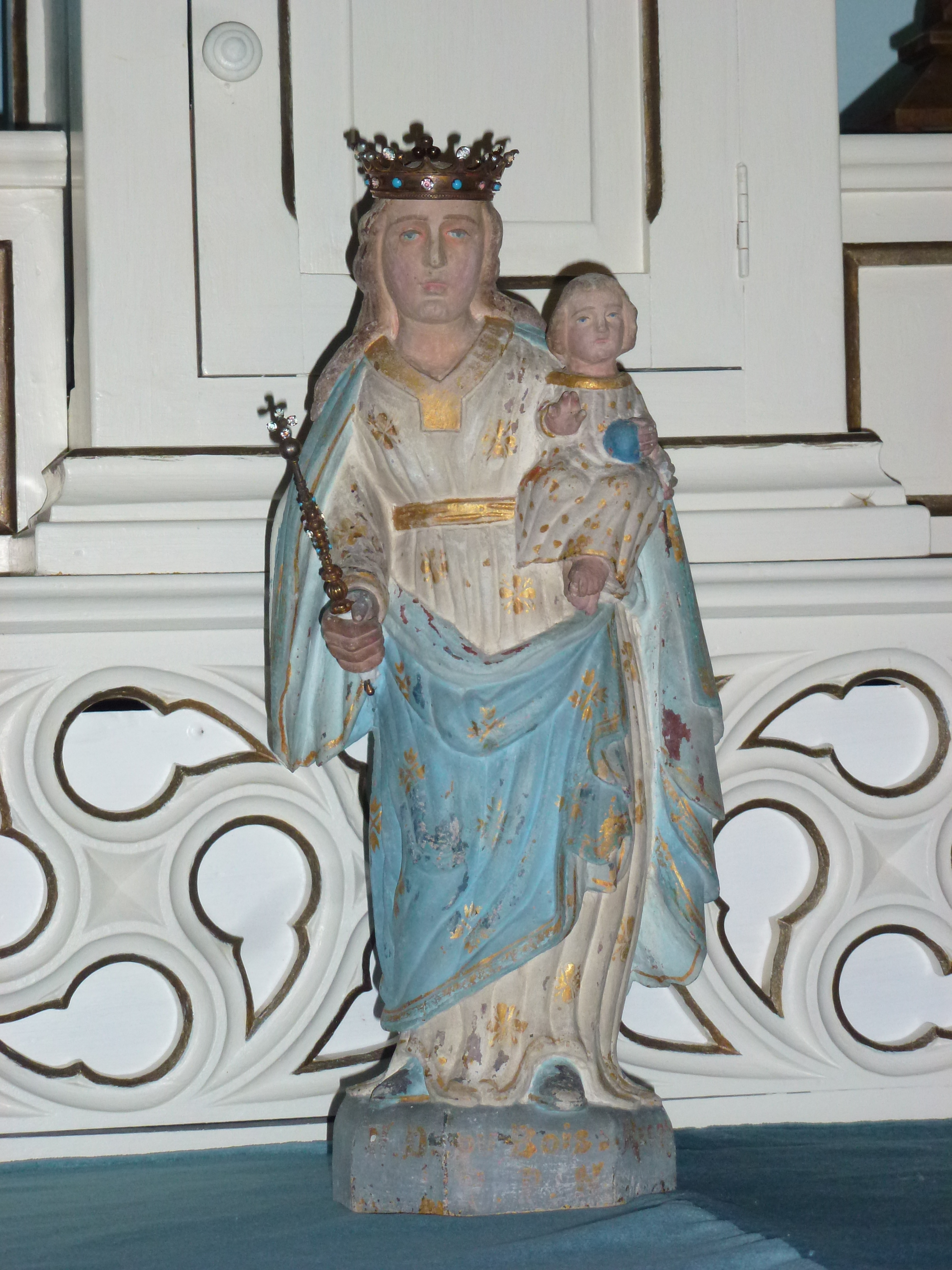
La chapelle Notre-Dame-des-Bois, la statue de Notre-Dame-des-Bois.
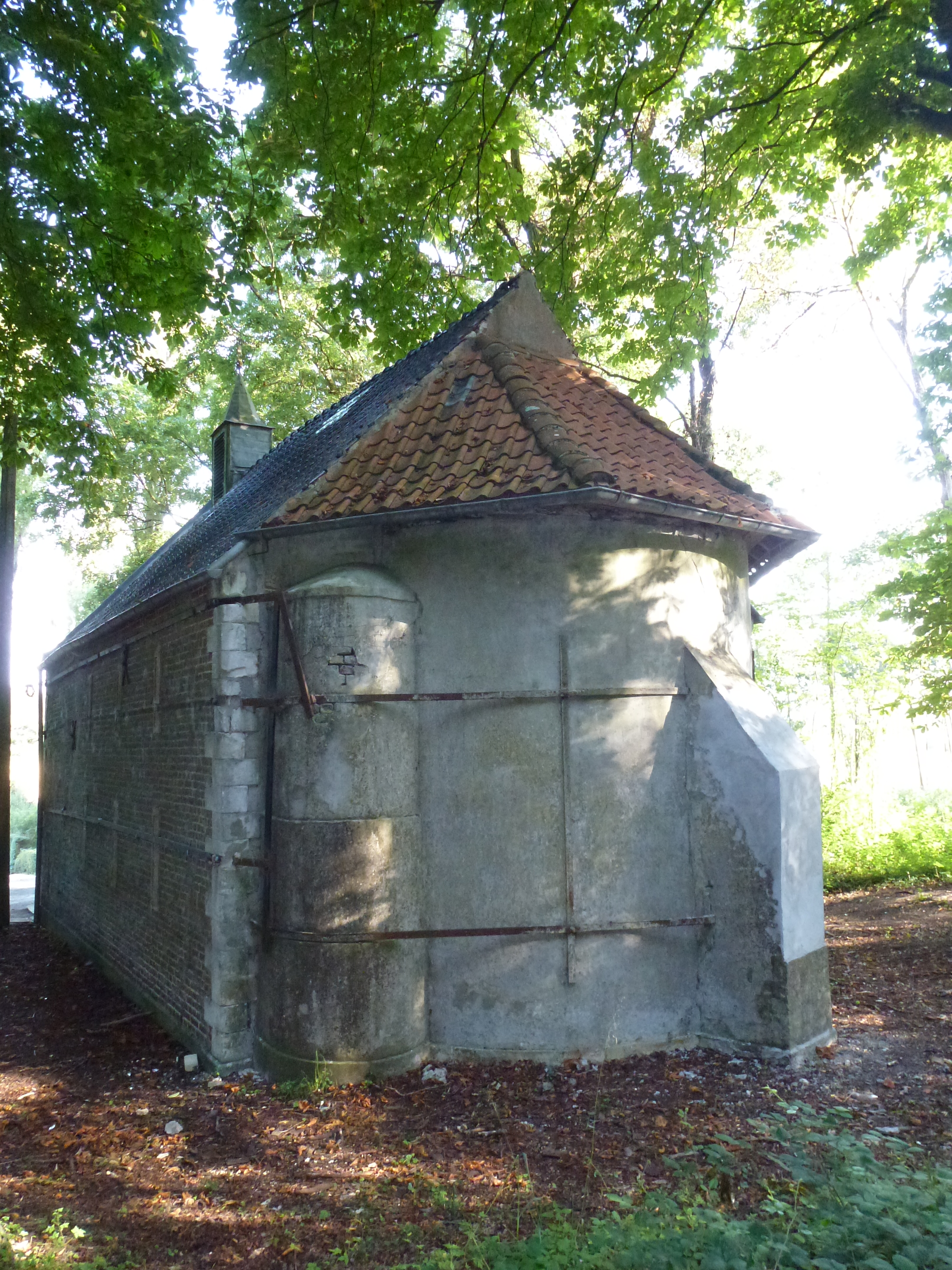
La chapelle Notre-Dame-des-Bois, la chapelle de 1851, devenue chevet de la chapelle agrandi en 1863.
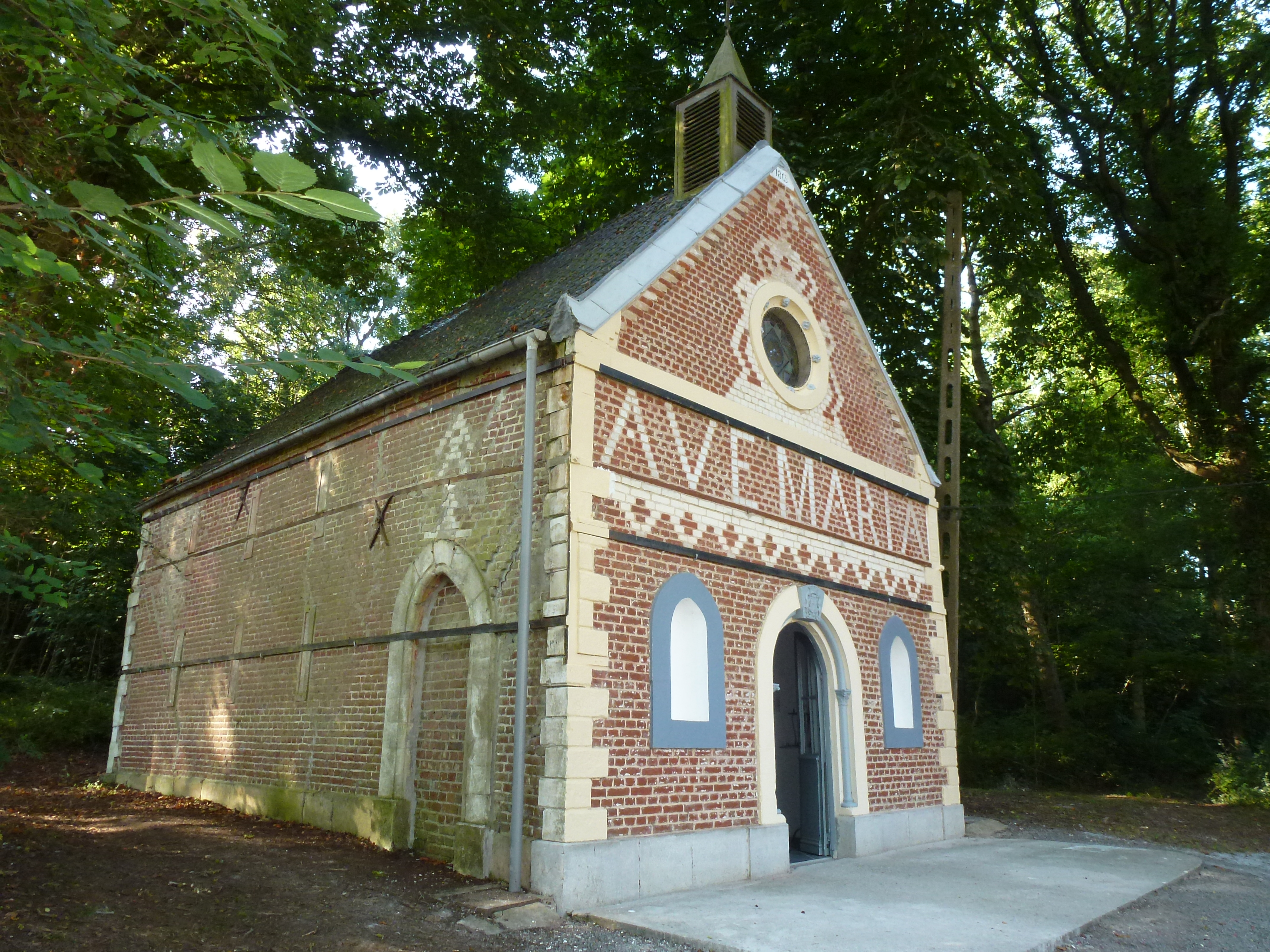
La chapelle Notre-Dame-des-Bois de 1863.

### Personnalités liées à la commune
- Paul Nizan (1905-1940), romancier et philosophe, mort à Recques-sur-Hem (château de Cocove) le 23 mai 1940 par une balle explosive allemande.

### Héraldique
| Blason de Recques-sur-Hem | Blason  | D’or aux deux bandes ondées d’azur, au château essoré d’argent de deux tours couvertes girouettées du même, maçonné de sable, brochant sur le tout. |
| Blason de Recques-sur-Hem | Détails | Le statut officiel du blason reste à déterminer. |

## Pour approfondir

#### Bases de données, dictionnaires et encyclopédies
- Ressources relatives à la géographie :   - Insee (communes)
  - Ldh/EHESS/Cassini
- Ressource relative à plusieurs domaines :   - Annuaire du service public français
- Notices d'autorité :   - BnF (données)